# Thomas Andersson (fotbollsspelare)
Thomas Andersson, född 3 september 1968 i Moliden, är en svensk före detta fotbollsspelare som senast spelade i Örebro SK. Andersson debuterade mot Skellefteå AIK i Division 1 Norra 1988. I Örebro SK spelade han 380 matcher åren 1988–2006.
Andersson fick smeknamnet "Kapten Blod" efter att han i den avslutande matchen mot Assyriska FF i Superettan 2006 avslutade sin aktiva karriär spelandes med ett blödande sår i pannan.